# Tour de Flandes 1936
El Tour de Flandes 1936 és la 20a edició del Tour de Flandes. La cursa es disputà el 5 d'abril de 1936, amb inici a Gant (Mariakerke) i final a Wetteren després d'un recorregut de 250 quilòmetres.
El vencedor final fou el belga Louis Hardiquest, que s'imposà a l'esprint als seus tres companys d'escapada a Wetteren. Els també belgues Edgard de Caluwé i François Neuville arribaren segon i tercer respectivament.

## Classificació final
|    | Ciclista                    | Equip                         | Temps      |
| -- | --------------------------- | ----------------------------- | ---------- |
| 1  | Louis Hardiquest (BEL)      | De Dion Bouton                | 7h 30' 00" |
| 2  | Edgard de Caluwé (BEL)      | Dilecta-Wolber                | m. t.      |
| 3  | François Neuville (BEL)     | Helyett-Hutchinson            | m. t.      |
| 4  | Cyriel van Overberghe (BEL) | Mercier - Hutchinson - Leducq | m. t.      |
| 5  | Albert Hendrickx (BEL)      | Alcyon-Dunlop                 | + 25"      |
| 6  | Leopold Vandenbossche (BEL) | Dilecta-Wolber                | + 3' 00"   |
| 7  | Petrus van Teemsche (BEL)   | Genial Lucifer - Hutchinson   | + 3' 00"   |
| 8  | Romain Gijssels (BEL)       | Dilecta-Wolber                | + 3' 00"   |
| 9  | Jean Wauters (BEL)          | Helyett-Hutchinson            | + 3' 00"   |
| 10 | Michel d'Hooghe (BEL)       | Van Hauwaert                  | + 3' 00"   |